# Heinz Schmidt
Heinz Schmidt (20 de Abril de 1920 - 5 de Setembro de 1943) foi um piloto alemão da Luftwaffe durante a Segunda Guerra Mundial. Voou em 712 missões de combate, nas quais abateu 173 aeronaves inimigas, o que fez dele um ás da aviação.